# Aulacodes cervinalis
Aulacodes cervinalis là một loài bướm đêm trong họ Crambidae.